# Ulrik Anton Motzfeldt
Ulrik Anton Motzfeldt, född den 27 januari 1807 på Saint Thomas, död den 10 juli 1865 i Kristiania, var en norsk jurist, son till Peter Motzfeldt, far till Ernst och Axel Motzfeldt.
Motzfeldt konstituerades som professor i rättsvetenskap 1834 och utnämndes därtill 1839 samt tillhörde sedan 1842 Høyesteret till sin död, utom 1847-52, då han var sorenskriver i Rakkestad. Han var medlem av flera viktiga kommittéer, bland annat av jurykommittéerna 1854 och 1860. Han var 
stortingsrepresentant 1851 och 1854-60 samt därunder stortingspresident 1857-58 och lagtingspresident 1859-60. Hans förslag till grundlagsändring 1854 om ståthållarskapsinstitutionens upphävande ledde till "ståthållarstriden" 1860. Motzfeldt var 1834-40 huvudredaktör av "Den constitutionelle" och författade bland annat Den norske Kirkeret (1844) och Lovgivningen om Odelsretten og om Aasædesretten (1846).